# Elit (sändlista)
Elit är en sluten svenskspråkig sändlista med ett hundratal medlemmar, främst mediemedarbetare, musiker, debattörer och forskare, som sedan tidigt 1990-tal har letts av Alexander Bard. 
Listan Elit uppmärksammades i februari 2006 i samband med en kulturartikel i Dagens Nyheter skriven av journalisten Mustafa Can, även om den varit känd sedan tidigare. Can publicerade citat från inlägg som skrivits på listan i sin artikel, bland dem flera grova personangrepp och oförskämdheter. Bland annat publicerade Can delar av en diskussion i vilken journalisten Jan Söderqvist använde mindre smickrande ordval för att referera till ledarskribenten Hanne Kjöller, som han just då debatterat någon aktuell fråga med.
Cans artikel resulterade i stor uppståndelse, främst i tidningar och på webbsidor som behandlar frågor om media och publicistiska frågor. Den mediala diskussionen handlade dels om huruvida journalister bör kunna delta och diskutera aktualiteter i icke offentliga nätverk, i synnerhet som den här aktuella listan föreskriver att listans innehåll inte läcks till utomstående, och dels om det märkliga i att arbetsgivarrepresentanter ställer krav på vilka samtal anställda på en arbetsplats deltar i utom arbetstid och i privata sammanhang.
Dagens Nyheters kulturchef Maria Schottenius kallade listan Elit "motbjudande" och valde att stänga av en medarbetare (Anna Björkman), dock med lön, och att inte förlänga hennes kontrakt, när det framkom att hon var medlem på listan.
Listan Elit har fortsatt att figurera i media. År 2011 uppmärksammade Dagens media att Radio1-medarbetaren Cissi Wallin smutskastats på listan, och Nyheter24 uppmärksammade att Bard ska ha uppmannat medlemmar på listan att dela med sig av skvaller om Jenny Strömstedt, då Östergren, med anledning av en drogkritisk krönika hon skrivit. Nyheter24 anklagade även Bard för att försvara barnporr när ett utdrag ur mejlkonversationer från listan visade att han uppmanat konstnären Christian Saldert att ställa ut en av Simon Lundströms bilder från Mangamålet. Bard i gengäld anklagade Nyheter24 för dataintrång, illegal avlyssning av privat konversation, samt brott mot upphovsrätten. År 2017 fortsätter intresset för Elitlistan som en kommunikationskanal för vissa kända mediepersonligheter  och år 2019 nämns Elitlistan som bakgrundsaktör i den svenska mediesfären i samband med en dokumentärfilm om Broder Daniel där filmmakarna misstänker att listans medlemmar koordinerar rapportering om medieindustrin i Sverige genom utpressning.

## Medlemmar
Medlemmar i Elit var vid debattidpunkten 2006 bland andra Alexander Bard, Adam Alsing, Jan Axelsson, Daniel Björk, Anna Björkman, Quetzala Blanco, Hermann Dill, Anna Ekelund, Torbjörn Elensky, Manne Forssberg, Jessika Gedin, Gustav Gelin, Christian Gergils, Filip Hammar, Johanne Hildebrandt, Erik Hörnfeldt, Maria Hörnfeldt, Waldemar Ingdahl, Katerina Janouch, Jussi Karlgren, Jon Karlung, Anna Kinberg Batra, Madelaine Levy, Calle Norlén, Stig-Björn Ljunggren, Stefan Malmqvist, Erik Videgård, Björn Persson, Carl Reinholdtzon Belfrage, Jonas Sevenius, Per Sinding-Larsen, Daniel Sparr, Oscar Swartz, Jan Söderqvist, Mikael Tornving, Fredrik Virtanen, Fredrik Wikingsson, Daniel Wiklander, Eva Wisten och Olle Wästberg.